# Hugo Barrantes Ureña
Hugo Barrantes Ureña (San Isidro de El General, 21 de mayo de 1936-San José, 28 de septiembre de 2024), conocido como monseñor Barrantes, fue un eclesiástico, teólogo y canonista católico costarricense, arzobispo de San José de Costa Rica, entre 2002 y 2013.

## Biografía

### Primeros años
Nació el 21 de mayo de 1936, en el distrito costarricense de San Isidro de El General. Fue el segundo de los siete hijos de una familia campesina, conformada por Félix Barrantes Elizondo y Argentina Ureña Chinchilla († 2012).
Fue bautizado el 14 de junio de 1936, en la Iglesia parroquial de San Isidro de El General, por el sacerdote vicentino, León Nathrat. En la solemnidad del Corpus Christi de 1944, recibió la primera comunión de manos del también sacerdote vicentino, Bernardo Drüg. Recibió su confirmación en abril de 1945, del arzobispo Víctor Manuel Sanabria Martínez.

### Formación
Realizó su formación primaria en la Escuela Mixta de Ureña (1944-1949), y la secundaria en la Escuela Complementaria de Pérez Zeledón, concluyéndolos en el Seminario Menor Nuestra Señora de los Ángeles en San Cristóbal Norte y en Tres Ríos, entre 1950 y 1955. En 1956, ingresó al entonces Seminario Central de San José, donde cursó sus estudios eclesiásticos, hasta 1961.
Tras realizar estudios en la Pontificia Universidad Gregoriana (1962-1964), obtuvo la licenciatura en Derecho canónico. Luego, prosiguió sus estudios en el Instituto “Lumen Vitae” en Bruselas (1964-1965), donde obtuvo un diplomado en Catequesis de adultos. Sus años de estudio en Europa, coincidieron exactamente con la realización de los cuatro períodos de sesiones del Concilio Vaticano II (1962-1965).
El 17 de junio de 1998, se graduó de Bachiller en Teología en la Universidad Católica de Costa Rica.

### Sacerdocio
Fue ordenado diácono el 19 de marzo de 1961, en la capilla del Seminario Central en Paso Ancho, fue ordenado diácono, a manos del arzobispo Carlos Humberto Rodríguez Quirós. Su ordenación sacerdotal fue el 23 de diciembre de ese mismo año en la Catedral de San Isidro de El General, a manos del obispo Delfín Quesada Castro. Su ordenación se dio en el marco de las primeras de la diócesis de San Isidro de El General, donde quedó incardinado.
El 11 de febrero de 1962, inició como párroco de San José de Palmares de Pérez Zeledón, hasta agosto del mismo año; en ese mismo período fungió como responsable de la parroquia de San Pedro Apóstol de Buenos Aires de Puntarenas.
A su regreso de sus estudios en Europa, entre septiembre de 1965 y febrero de 1967, fue vicario parroquial de San Isidro de El General, con recargo de las comunidades parroquiales de Rivas y de Buenos Aires. Fue párroco de Buenos Aires de Puntarenas entre el 11 de febrero de 1967 y el 28 de febrero de 1974. Fue párroco de San Vito de Coto Brus entre el 1 de marzo de 1974 y el 26 de septiembre de 1980.
El 29 de septiembre de 1980, inició como párroco de San Marcos de Tarrazú, servicio que ocupó hasta el 31 de diciembre de 1988. Al llegar a San Marcos, también se le confió la parroquia de San Pablo de León Cortés, responsabilidad que llevó hasta 1984.
Fue director nacional de las Obras Misionales Pontificias durante el quinquenio comprendido entre 1985 y 1990; durante 1989 colaboró como director espiritual en el Seminario Central en Paso Ancho. 
El 30 de abril de 1990, el papa Juan Pablo II le concedió la dignidad de Capellán de Su Santidad, que lleva anexo el tratamiento de monseñor.
Entre el 4 de marzo de 1990 y el 31 de mayo de 1998, fue párroco de San Isidro de El General. Fue vicario general entre 1993 y el 31 de mayo de 1998. Fue, además, responsable de la promoción vocacional. Fue miembro de las Comisiones Episcopales de Liturgia, de Vocaciones y del Clero. También fue representante diocesano de la directiva de Uniclero.

## Episcopado

### Obispo de Puntarenas
El 17 de abril de 1998, fue erigida la Diócesis de Puntarenas, de la que fue nombrado su primer obispo al mismo tiempo. Fue consagrado el 16 de julio del mismo año, en el Estadio Lito Pérez de Puntarenas, a manos del arzobispo Román Arrieta Villalobos. Tomó posesión canónica el mismo día de su ordenación.
Asistió a la X Asamblea General Ordinaria del Sínodo de los obispos, Ciudad del Vaticano (30 de septiembre-27 de octubre de 2001).

### Arzobispo de San José
El 13 de julio del 2002, el papa Juan Pablo II lo nombró arzobispo de San José de Costa Rica. Tomó posesión canónica de la sede, el 18 de octubre del mismo año. Ejerció de administrador apostólico sede vacante de Puntarenas hasta el 25 de julio del 2003.
Entre 2003 y 2011, impulsó el Plan Arquidiocesano de Nueva Evangelización (P.A.N.E.) y animó la elaboración del Plan Arquidiocesano de Pastoral, basado en la V Conferencia General del Episcopado Latinoamericano (2007).
Como aplicación del Plan de Misión Continental 2011-2013, promovió la formación de agentes laicos y el fortalecimiento de los Consejos vicariales y parroquiales de Pastoral. Creó la Vicaría Episcopal para el Clero y fomentó la proyección social de las vicarías. Realizó visitas pastorales y apoyó iniciativas sociales. Inició el proceso de formación de diáconos permanentes e inauguró el Seminario Arquidiocesano “Redemptoris Mater”, en Sabana Sur.
Al iniciar su arzobispado, realizó una peregrinación simbólica desde la Catedral hasta la Basílica de Nuestra Señora de los Ángeles en Cartago, encomendando su labor pastoral a la Virgen. Además, instauró la costumbre de peregrinar anualmente al Santuario Nacional del Santo Cristo de Esquipulas en Alajuelita, el domingo anterior a la celebración de su fiesta, como una manera de integrar y fortalecer la fe de la comunidad arquidiocesana. 
Lideró actividades significativas durante el Año de la Fe (2012-2013), como el solemne Congreso Eucarístico de Heredia, en febrero del 2013.
Promovió la creación de la diócesis de Cartago, erigida por el papa Benedicto XVI el 24 de mayo del 2005. Fue presidente de la Conferencia Episcopal de Costa Rica (2008-2011), y responsable de las Comisiones Nacionales de Comunicación y de Cultura, entre otras. 

### Renuncia
En 2011, presentó su renuncia como lo establece el Código de Derecho Canónico. El 4 de julio del 2013, el papa Francisco aceptó su renuncia como arzobispo de San José de Costa Rica, nombrado a su sucesor al mismo tiempo. Ejerció de administrador apostólico sede vacante hasta el 29 de agosto siguiente.
Se trasladó a su ciudad natal, San Isidro de El General, donde continuó ejerciendo su ministerio mientras su salud se lo permitió. Durante sus últimos meses, residió en la parroquia San Miguel Arcángel, en Escazú. 

### Fallecimiento
Falleció el 28 de septiembre de 2024 en San José, a la edad de 88 años.
La capilla ardiente se instaló el día posterior a su fallecimiento en la Capilla del Santísimo Sacramento de la Catedral de San José. El funeral tuvo lugar el 30 de septiembre, en la Catedral de San José; donde fue sepultado en la cripta del episcopologio josefino.